# Coppa del Mondo di ginnastica ritmica
La Coppa del mondo di ginnastica ritmica (o World Cup di ginnastica ritmica) è un concorso di ginnastica ritmica fondato dalla Federazione Internazionale di Ginnastica (FIG). Le ginnaste sono invitate dalla Federazione in base ai risultati e alle classifiche delle precedenti competizioni, quali i Campionati del Mondo o le Olimpiadi. Inoltre ai vincitori delle varie categorie vengono assegnati dei premi in denaro.

## Storia
Nel 1975, la Federazione Internazionale di Ginnastica (FIG) sporadicamente ha deciso di organizzare un concorso originale, riservato ai migliori ginnasti attuali. Era composto di un evento singolo, che riuniva in un'unica competizione le ginnaste d'élite con apparate finali. Il Galà era parte della manifestazione. La Coppa del Mondo è stata utilizzata in alternativa ai Campionati del Mondo che si svolgeva ogni 2 anni.
Questo programma è stato mantenuto fino al 1990, anno in cui è stato modificato il ciclo di campionati del mondo.
Nel 1997, il Comitato Esecutivo modificò il calendario internazionale decidendo di tenere una finale di Coppa del Mondo (in anni pari) in alternanza con i Campionati del Mondo (negli anni dispari). 
Dal 2009, i campionati mondiali si tengono ogni anno con i rispettivi titoli all-around assegnati annualmente.